# Awital
Awital (hebr. אביטל; ang. Avital) – moszaw położony w Samorządzie Regionu Ha-Gilboa, w Dystrykcie Północnym, w Izraelu.

## Położenie
Moszaw Awital jest położony na wysokości 70 metrów n.p.m. w południowo-wschodniej części intensywnie użytkowanej rolniczo Doliny Jezreel, na północy Izraela. Na wschód od moszawu rozpoczynają się niewielkie wzniesienia przechodzące w kierunku południowo-wschodnim w masyw Wzgórz Gilboa. Za wzgórzami Giwat Jizre’el (103 m n.p.m.) i Tel Jizre’el (100 m n.p.m.) teren opada do Doliny Charod. Pozostała okolica moszawu jest płaska, teren opada jednak delikatnie w kierunku północno-zachodnim. Po stronie zachodniej przepływa strumień Kiszon. W odległości 10 km na zachodzie wznoszą się wzgórza płaskowyżu Wyżyny Manassesa w rejonie Wadi Ara. W otoczeniu moszawu Awital znajduje się miasto Afula, kibuce Merchawja i Jizre’el, moszawy Merchawja, Perazon, Metaw, Addirim i Dewora, wioski komunalne Gan Ner, Merkaz Ja’el i Nir Jafe, oraz arabska wieś Sulam. W odległości 5 km na południe od moszawu przebiega mur bezpieczeństwa oddzielający terytorium Izraela od Autonomii Palestyńskiej.
Awital jest położony w Samorządzie Regionu Ha-Gilboa, w Poddystrykcie Jezreel, w Dystrykcie Północnym Izraela.

## Historia

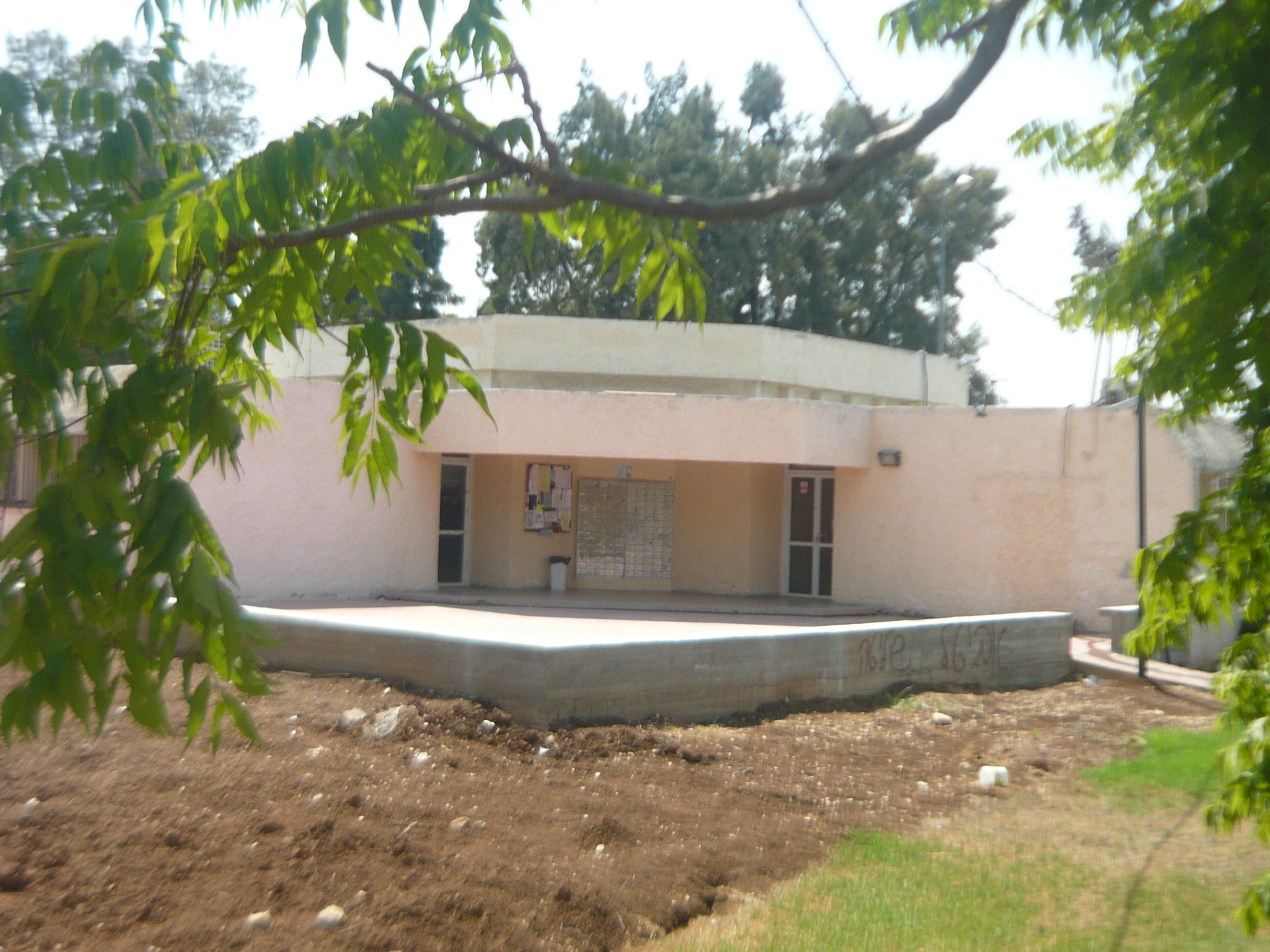
Stołówka w moszawie

W latach 50. XX wieku miała miejsce masowa emigracja ludności żydowskiej do Ziemi Izraela. Nagłe pojawienie się dużej liczby nowych imigrantów, zmusiło władze izraelskie do poszukiwania sposobu ich absorpcji. W ten sposób zrodziła się koncepcja utworzenia nowego obszaru osadnictwa w południowej części Doliny Jezreel. Cały projekt otrzymał wspólną nazwę Ta’anach, która to nazwa odnosiła się do całego regionu. Powstały tu trzy identyczne bloki osiedli, z których każdy posiadał centralną wioskę pełniącą wszystkie podstawowe funkcje dla sąsiednich osad rolniczych. W takich okolicznościach w 1953 roku rozpoczęto tworzenie pierwszego bloku, który nazwano Ta’anach Alef. Jako pierwszy, w dniu 2 czerwca 1953 roku założono moszaw Awital. Krótko po nim powstał moszaw Perazon, a rok później moszaw Metaw. Natomiast centrum usługowe utworzono dopiero w 1960 roku - jest to wioska Merkaz Ja’el.
W moszawie Awital zamieszkali imigranci z Iranu i Turcji. W kolejnych latach dołączyli do nich imigranci z Kurdystanu, którzy do tej pory mieszkali w obozie przejściowym ma’abarot istniejącym w zniszczonej arabskiej wiosce Zirin. Jako nazwę wybrano imię Abitala, żony króla Dawida. Imię to jest tłumaczone jako „rosa mojego ojca”, i interpretowane jako „świeżość”. Ci nowi imigranci nie posiadali żadnego doświadczenia w rolnictwie i potrzebowali wiele pomocy oraz licznych szkoleń, ostatecznie rozwinęli uprawy warzyw na skalę przemysłową.

## Demografia
Większość mieszkańców moszawu jest Żydami:

## Gospodarka i infrastruktura
Gospodarka moszawu opiera się na intensywnym rolnictwie, sadownictwie i hodowli drobiu. Znajduje się tutaj zakład produkujący sałatki warzywne. Część mieszkańców pracuje w pobliskich strefach przemysłowych. W moszawie jest sklep wielobranżowy i warsztat mechaniczny.

## Transport
Z moszawu wyjeżdża się na południe na drogę nr 6734 przy wiosce Merkaz Ja’el. Jadąc tą drogą na południe dojeżdża się do moszawów Metaw i Perazon, natomiast jadąc na północny wschód dojeżdża się do drogi nr 675 bezpośrednio przy skrzyżowaniu z drogą nr 60.

## Edukacja i kultura
Dzieci są dowożone do szkoły podstawowej do sąsiedniej wioski Merkaz Ja’el. W moszawie jest ośrodek kultury z biblioteką, oraz sala sportowa z siłownią. Moszaw posiada własną synagogę i mykwę.